# Экк (дворянский род)
Экк (Эк; фон Экк; нем. Eck) — немецкие, шведские и  русско-немецкие дворянские роды. 

## Первый род
Экк фон Кельхайм (Экк фон Кельхейм, Эккер фон Кельхайм; нем. Eck von Kelheim) — баварский дворянский род. Первоначально носили фамилию Хубер. Происходили из патрициев  города Кельхайма, куда, по некоторым сведениям, ранее прибыли из Оберндорфа близ Бад-Аббаха (патрициями в Средневековой Европе называлась прослойка наиболее зажиточных горожан). 
Первый раз представитель рода, связь которого с последующими доказана, упоминается в документах в 1434 году. Это был судья Андреас Хубер, который в документе от 1456 года фигурирует уже как «Андреас Эк, называемый Хубер»; к этому времени он считался риттером и, вероятно, являлся землевладельцем.
Его внук, Леонард фон Экк (1475—1550) тридцать лет занимал должность канцлера Баварии, скопил большое состояние, но больше всего был известен как убеждённый и деятельный противник Реформации. Отчасти в результате его деятельности Бавария остаётся католической и в наши дни. 
Его сын, Освальд фон Экк (de:Oswald von Eck; ум. 1573), был учеником гуманиста Иоганна Авентина, скончавшегося в 1534 году. Был ректором первого в Баварии университета — Ингольштадтского (ныне не существует, однако, от него свою историю отсчитывает Мюнхенский университет). В дальнейшем участвовал в заговоре против баварского герцога, и, обременённый долгами, был вынужден распродать на аукционе немалую часть семейного имущества (некоторые книги из собрания Леонарда и Освальда фон Экков сохранились в Штутгарте в коллекции Вюртембергской библиотеки). 
После этого род Экк фон Кельхайм утратил своё политическое влияние, но в середине XVII столетия (спустя почти век) ещё существовал. Связь этого рода, с тем, который перечислен в статье четвёртым (русско-немецкий род выходцев из Байройта), возможна, но ничем не аргументирована.

## Второй род
Фон Экк — остзейский немецкий дворянский род, проживавший на острове Эзель (ныне — Сааремаа, Эстония), который в период существования Российской империи административно относился к Лифляндской губернии.
Родоначальник: Николаус Маттиас Экк (1620—1690), почтмейстер Аренсбурга (Аренсбург, ныне — Курессааре, является административным центром острова Эзель) в период шведского правления, арендатор одной из эзельских усадеб. Его отцом был Бернхард Экке (ум. 1629) также был почтмейстером в Аренсбурге-на-Эзеле, тогда как дедом, по всей вероятности, мэр и бургграф Риги Николаус Экк (de:Nicolaus Eck; 1541—1623), однако, бесспорной эта версия не является.
Один из его сыновей, шведский артиллерийский капитан, в 1719 году был возведён в Швеции в дворянское достоинство с фамилией Экеспарре (о его потомках см. отдельную статью). Некоторые представители рода Экеспарре, хотя первоначально предпочли остаться в Швеции, в дальнейшем жили в России и состояли на русской службе.
Трое других членов семьи фон Экк, оставшиеся в России, в 1780 году были признаны в дворянском достоинстве и записаны в матрикул Эзельского рыцарства.
Из них Матвей Матвеевич (Фридрих Маттиас) фон Экк (1729—1789) был действительным статским советником и санкт-петербургским почт-директором в 1764—1789 годах. Экк был кавалером ордена Святого Владимира 3-й степени и шведского ордена Полярной звезды.

Экк в молодости служил в почтовом ведомстве и стал наконец обер-почт-директором в Петербурге. Он был очень способным, что, в связи с довольно хорошим научным образованием, им полученным, было для него очень полезно. С этим он соединял меткую остроту и веселый нрав, так что его беседа была в одно и то же время и поучительна, и забавна. Он не мог скопить состояния; по крайней мере, оно не могло быть значительно. Но большие доходы и милость императрицы дозволяли ему покрывать (его) большие расходы.
— Георг Гельбиг. Русские избранники. Экк. (цитируется с сокращениями)
Астафий (Евстафий) Матвеевич (Густав Адольф) фон Экк (1750—1805) первоначально служил в Лейб-гвардии Семёновском полку, где достиг чина поручика. В 1780 году был армейским майором (премьер-майором). 16 июля 1797 года был произведён в генерал-майоры. При Павле I cлужил комендантом Фридрихсгамской крепости в одноименном городе (ныне — Хамина, Финляндия) и первым шефом Фридрихсгамского гарнизонного полка.
Кристиан Фридрих фон Экк (1745 — после 1789) был полковником русской армии и комендантом крепости Аренсбург на острове Эзель в одноименном городе (ныне — Курессааре).
По некоторым данным, в начале XIX столетия этот род пресёкся в мужском колене.
Герб этого рода Экк являлся таким же, как и у Экеспарре.

### Описание герба
В пересечённом щите в верхнем голубом поле золотое стропило. В нижнем серебряном поле вырванный с корнем дуб натуральноrо цвета.
Щит увенчан дворянским шлемом с бурелетом: голубой с серебром, в середине зелёный. Нашлемник — две руки в серебряных латах, держащие серебряное ядро. Намёт пересечён на голубой с золотом и зелёный с серебром.

## Третий род
Эк(к) — потомственные дворяне Харьковской губернии. 
Василий Васильевич Эк (связь которого с предыдущим родом неизвестна) в 1795 году был произведён в офицерский чин поручика, в то время дававший право на потомственное дворянство (и в дальнейшем на гражданской службе достиг чина коллежского асессора). В 1850 году его жена (вдова?) и мать его девяти детей, Федосья (Феодосия) Эк добилась от Харьковского дворянского собрания, а в следующем году и от Департамента герольдии Правительствующего Сената, официального причисления себя и своих детей к потомственному дворянству (хотя на тот момент ценз воинского звания, необходимое для его получения был уже повышен; но для лиц, произведённых ранее и их наследников действовал старый ценз). 
Внук Феодосии, Михаил Николаевич Эк (ум. 1904), подполковник Брянского пехотного полка, погибший в сражении при Ляояне в ходе Русско-японской войны и его сын  Виктор Михайлович (1892—1920), герой Первой мировой войны, Георгиевский кавалер (1915), полковник (1920) в армии генерала П. Н. Врангеля (в дальнейшем расстрелянный в Крыму большевиками), получили от Харьковского дворянского собрания подтверждения своей принадлежности к дворянскому сословию в 1872 и 1909 годах соответственно.
Герб этого рода Экк, описание которого приводится ниже, был утверждён Сенатом только летом 1917 года (при Временном правительстве).

### Описание герба
В зеленом щите серебряный стенной с зубцами и черными швами пояс.
Щит увенчан дворянским коронованным шлемом. Нашлемник: рука в серебряных латах, держащая серебряный с золотой рукоятью меч. Намёт зеленый, подложенный серебром.

## Четвёртый род
Экк — потомственные дворяне Санкт-Петербургской губернии. 
Владимир Егорович Экк (1818—1875), уроженец Санкт-Петербурга, сын лютеранского богослова Георга (Егора) Экка, уроженца немецкого города Байройта, учёный-медик, профессор Императорской медико-хирургической академии, на русской службе достиг чина тайного советника (1871). 
Его сын, Эдуард Владимирович Экк (1851—1937), лютеранского вероисповедания, генерал от инфантерии (1910), герой Первой мировой войны, Георгиевский кавалер (1914), в годы Гражданской войны служил председателем военно-полевого суда при штабе генерала А. И. Деникина, а затем — членом Высшей комиссии правительственного надзора при генерале П. Н. Врангеле; скончался в эмиграции в Белграде.